# Indira Parthasarathy
Indira Parthasarathy (ur. 10 lipca 1930) – indyjski pisarz tworzący w języku tamilskim.

## Życiorys
Urodził się jako Ranganathan Parthasarthy, w Kumbakonam w dystrykcie Tańdźawur. Imię Indira, pod którym jest powszechnie znany, stanowi później przyjęty pseudonim. Ukończył studia z zakresu języka tamilskiego na Annamalai University, w okresie późniejszym osiadł w Delhi, gdzie pracował jako wykładowca uniwersytecki. W latach 1981-1986 wykładał w Zakładzie Filologii Indyjskiej Instytutu Orientalistycznego Uniwersytetu Warszawskiego i opracował specjalistyczne kursy mające na celu naukę tamilskiego jako języka obcego.
Jest jednym z najbardziej cenionych współczesnych pisarzy tamilskojęzycznych. Opublikował kilkanaście powieści, szereg sztuk teatralnych, kilka zbiorów opowiadań oraz autobiografię. Znany z niekonwencjonalnego stylu, w swej twórczości stara się opisywać rozmaite aspekty życia społecznego Indii. Porusza się przy tym swobodnie po zróżnicowanym i rozległym kraju, zajmując się tak drawidyjskim Południem, jak i zdominowaną przez język hindi Północą.
Jedną z najgłośniejszych powieści Parthasarathy’ego pozostaje Kuruthi Punal, która ukazała się drukiem w 1975. Skupia się ona na morderstwach dalickich robotników rolnych. Stanowi realistycznie odmalowany portret życia wsi indyjskiej, z całą jego złożonością. Ukazuje targające nią konflikty na tle kastowym i klasowym, nie pomija też obecnych w nim zwykłych ludzkich emocji. Za książkę tę twórca otrzymał prestiżową nagrodę Sahitya Akademi za rok 1977. Została ona przetłumaczona na wszystkie znaczące języki indyjskie, w tym na bengalski.